# Asthenes hudsoni
Az Asthenes hudsoni a madarak (Aves) osztályának verébalakúak (Passeriformes) rendjébe és a fazekasmadár-félék (Furnariidae) családjába tartozó faj.

## Rendszerezése
A fajt Philip Lutley Sclater angol ornitológus írta le 1874-ben, Synallaxis nembe Synallaxis hudsoni néven. Egyes szervezetek a Siptornoides nembe sorolják Siptornoides hudsoni néven, az áthelyezés még nem terjedt el igazán. Tudományos faji nevét William Henry Hudson argentin-angol ornitológus tiszteletére kapta.

## Előfordulása
Dél-Amerikában, Argentína, Brazília és Uruguay területen honos. Természetes élőhelyei a mérsékelt övi és elárasztott legelők, valamint vizes területen lévő cserjések. Vonuló faj.

## Megjelenése
Testhossza 18 centiméter.

## Életmódja
Ízeltlábúakkal táplálkozik.

## Természetvédelmi helyzete
Az elterjedési területe még nagyon nagy, de  gyorsan csökken, egyedszáma szintén csökken. A Természetvédelmi Világszövetség Vörös listáján mérsékelten fenyegetett fajként szerepel.